# Armalcoliet

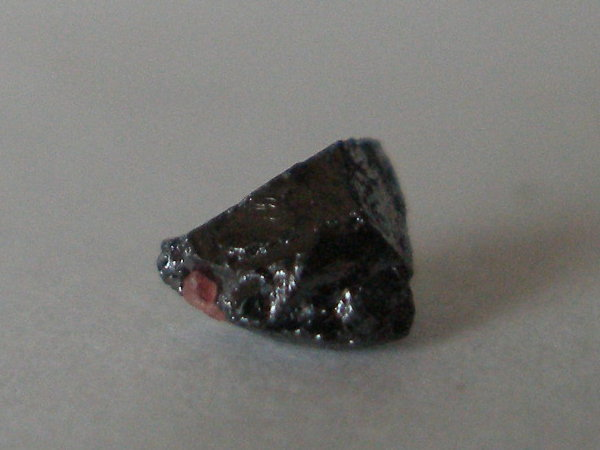
Armalcoliet - Wat Lu Mine, Mogok, Myanmar

Het mineraal armalcoliet is een magnesium-ijzer-titanium-oxide met de chemische formule (Mg, Fe2+)Ti2O5.

## Eigenschappen
Het heeft een hardheid van 6 en heeft een orthorombische kristalstructuur. Armalcoliet is een deel van de pseudobrookietgroep die bestaat uit mineralen met algemene formule X2YO5. X en Y zijn gewoonlijk Fe (2+ en 3+), Mg, Al en Ti. Leden van deze groep zijn armalcoliet (MgFeTi2O5), pseudobrookiet (Fe2TiO5) en ferropseudobrookiet (FeTi2O5).

## Naamgeving

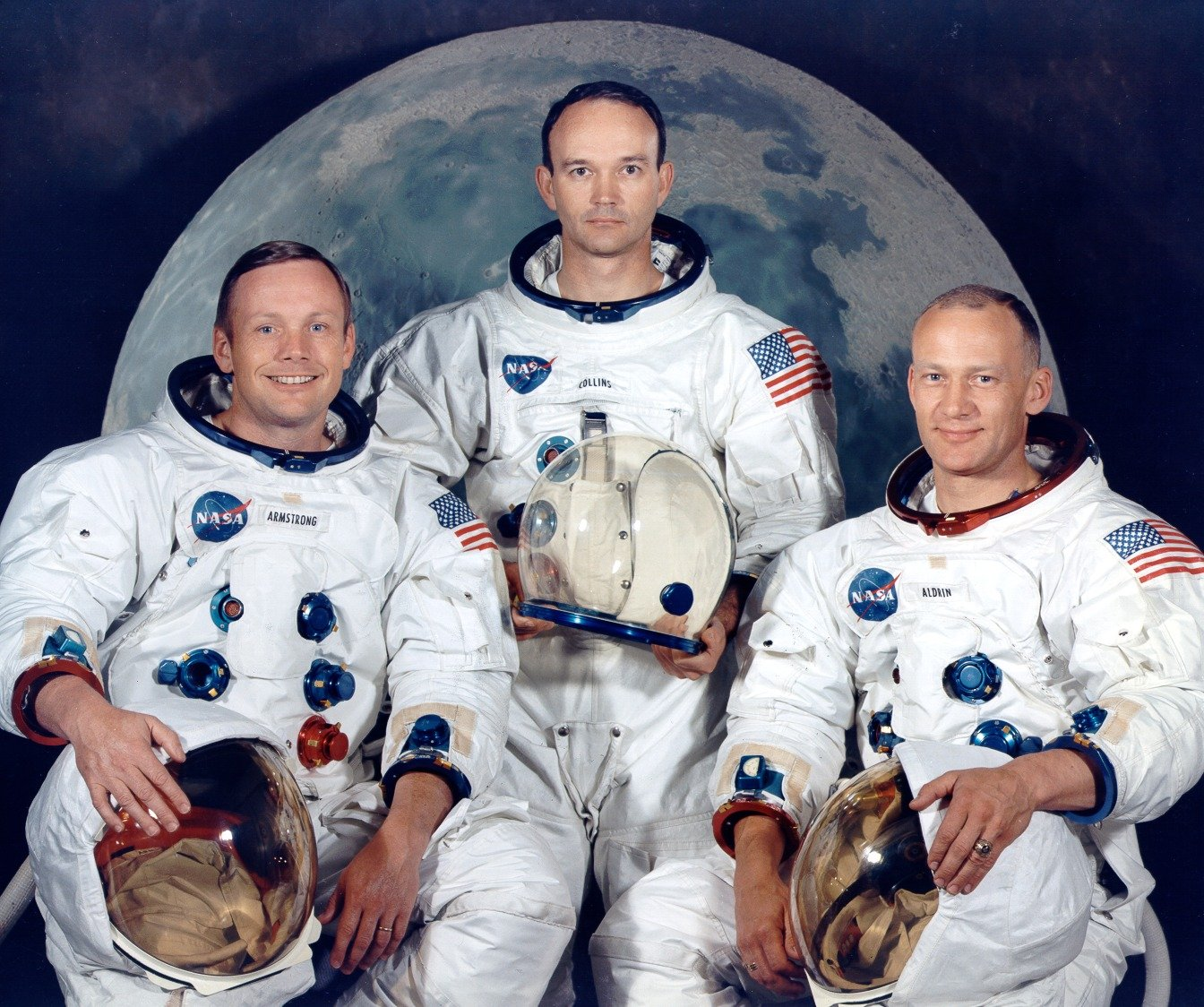
Bemanning Apollo 11

Het mineraal is genoemd naar Armstrong, Aldrin en Collins, de drie Apollo 11-astronauten.

## Voorkomen
Het mineraal werd ontdekt in Tranquillity Base op de maan door de bemanning van de Apollo 11-missie in 1969. Nadien werd het mineraal ook ontdekt op verscheidene plaatsen op aarde zoals in Mogok, Myanmar (Birma) en in Smoky Butte, Garfield County, Montana, VS.